# Dwaalpark
Het Dwaalpark van ongeveer acht hectare ligt in de Nederlandse plaats Hoorn.
Het park heeft een landschappelijk karakter met grote weiden en bosplantsoen. Aan de westzijde van het Dwaalpark ligt recreatiegebied De Hulk, een tunneltje onder de spoorlijn verbindt de beide parken. Door het park lopen verharde- en schelpenpaden.
In het park werd in 2002 het kunstwerk "Schildpad" geplaatst.
In 1993 werd door spelende kinderen in rietgedeelte van het park het lichaam gevonden van een man die door een niet-natuurlijke wijze om het leven was gekomen.
Het Dwaalpark kwam in 2021 landelijk in het nieuws toen er gezocht werd naar het lichaam van een vrouw uit Hoorn die in 2018 was verdwenen. Eerder was al gezocht in het zuidelijk gelegen recreatiegebied Den Hulk.

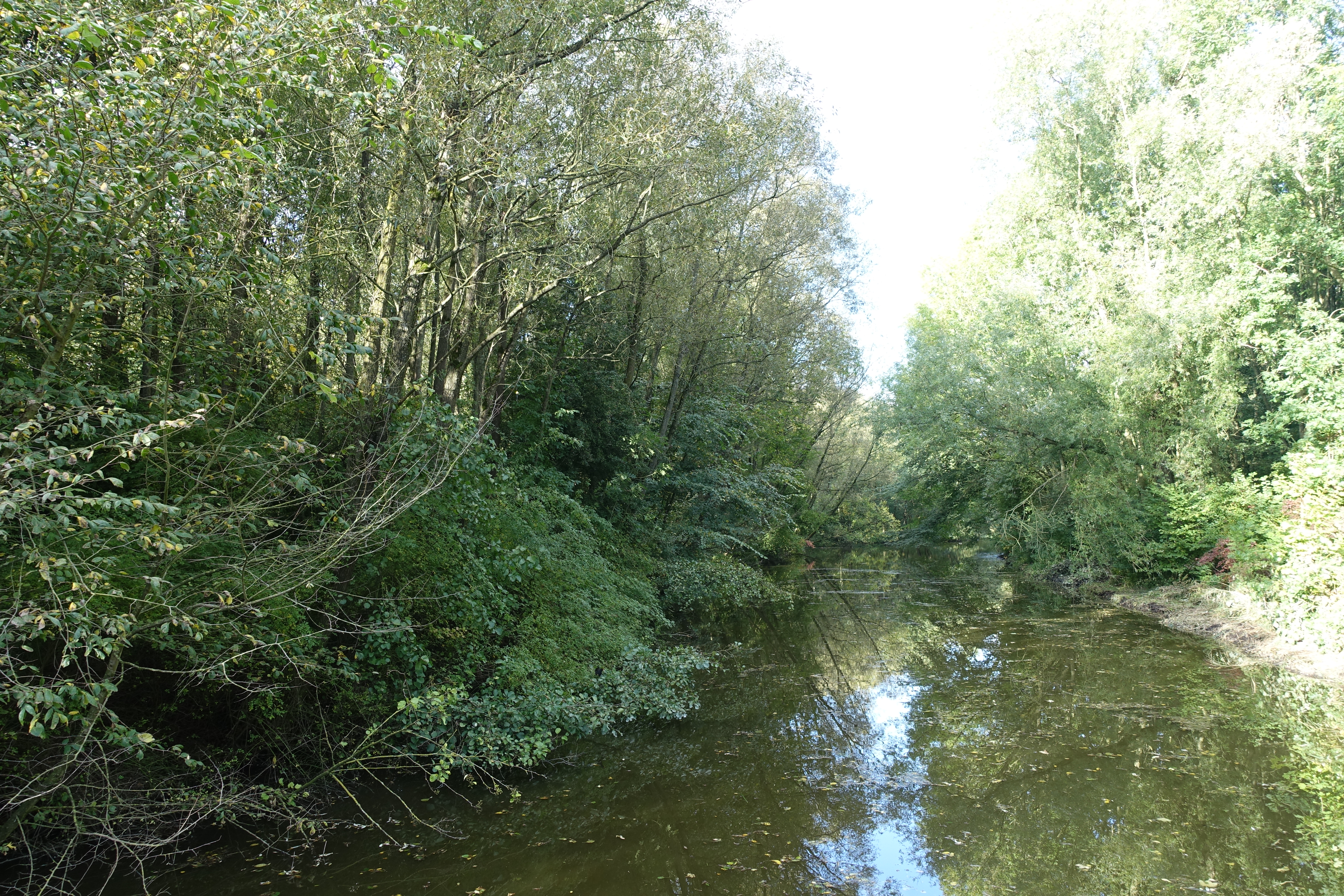
Brede sloot
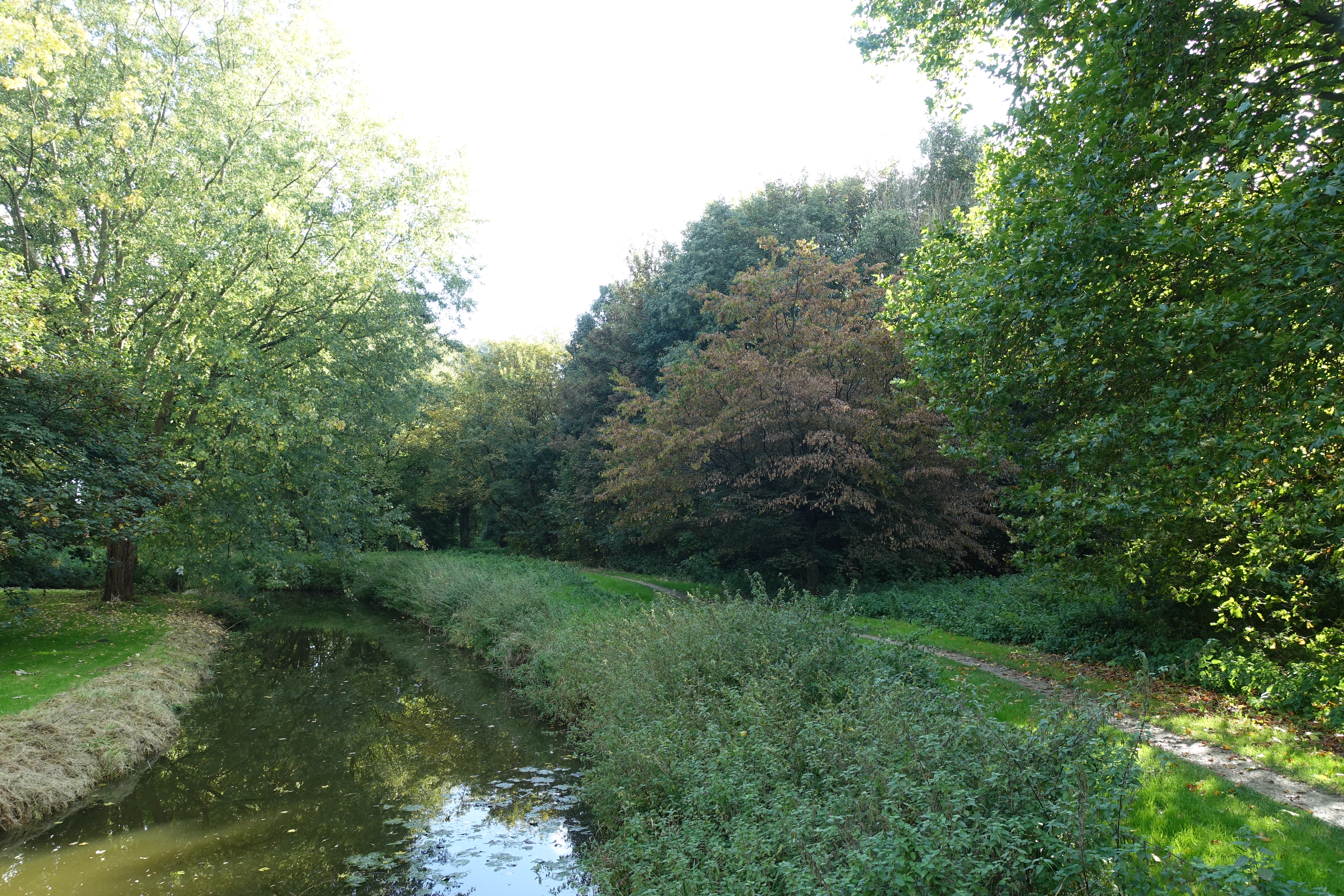
Sloot in Dwaalpark
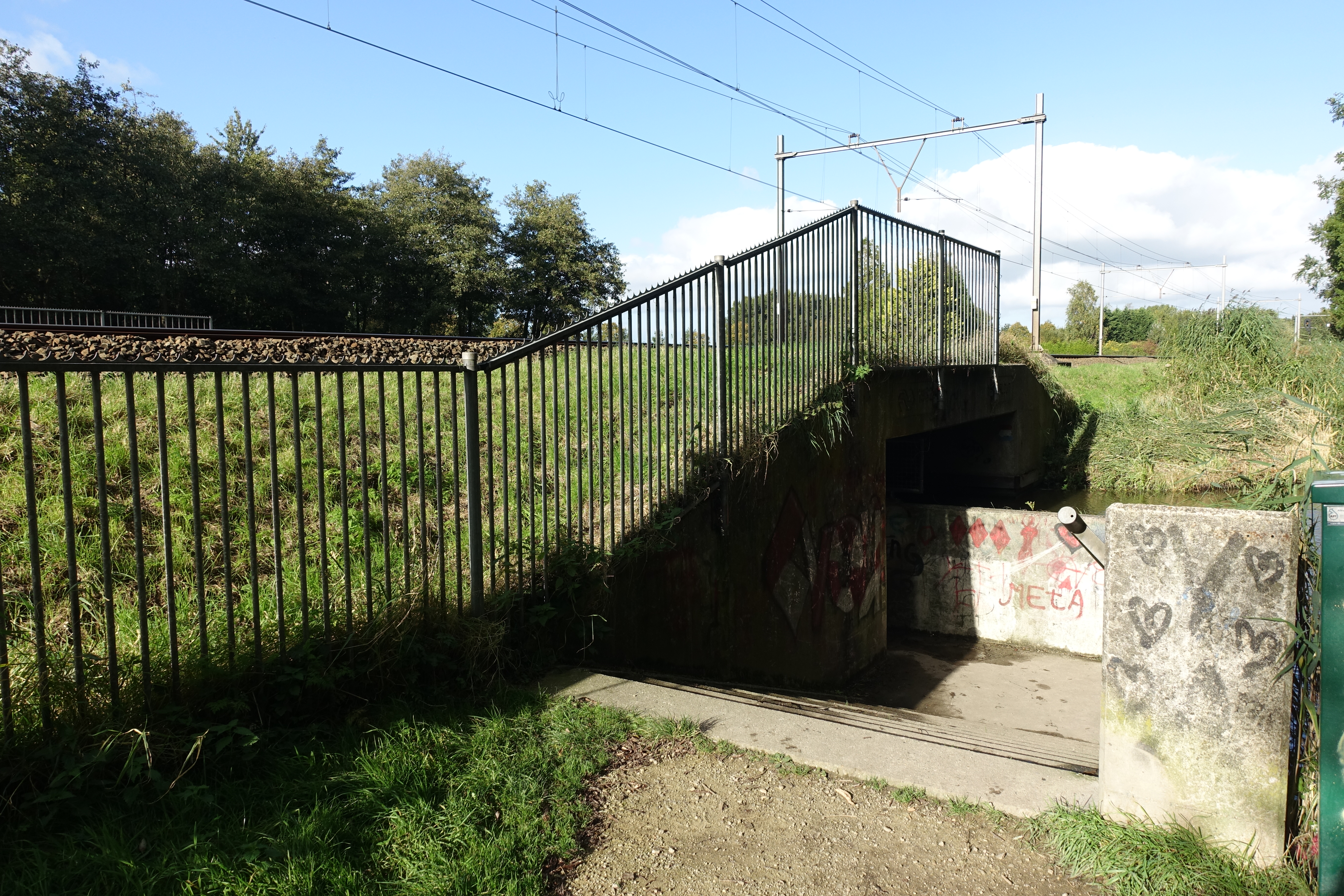
Spoortunnel in Dwaalpark
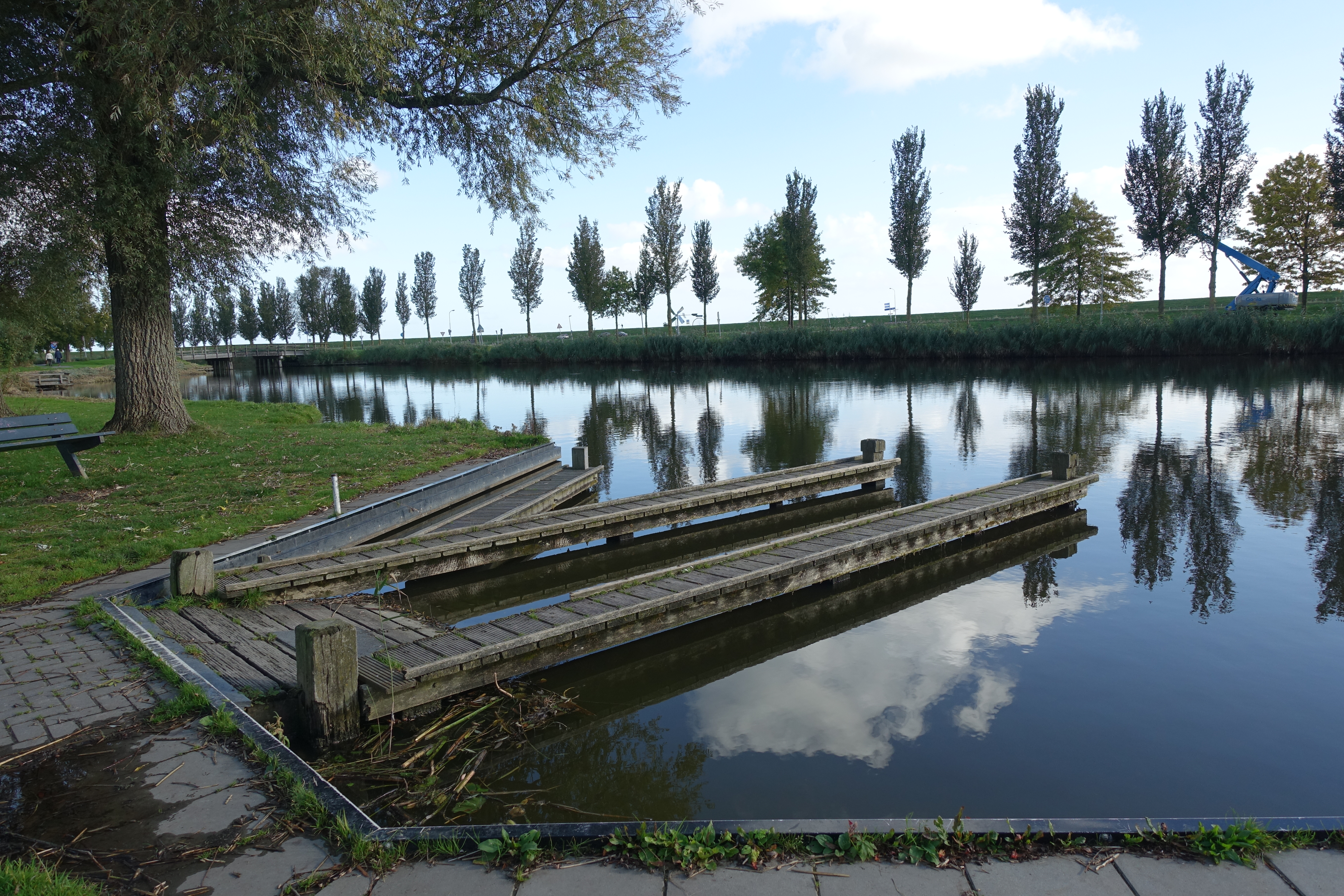
Kanosteiger K.V. Flevo, Hoorn.jpg5
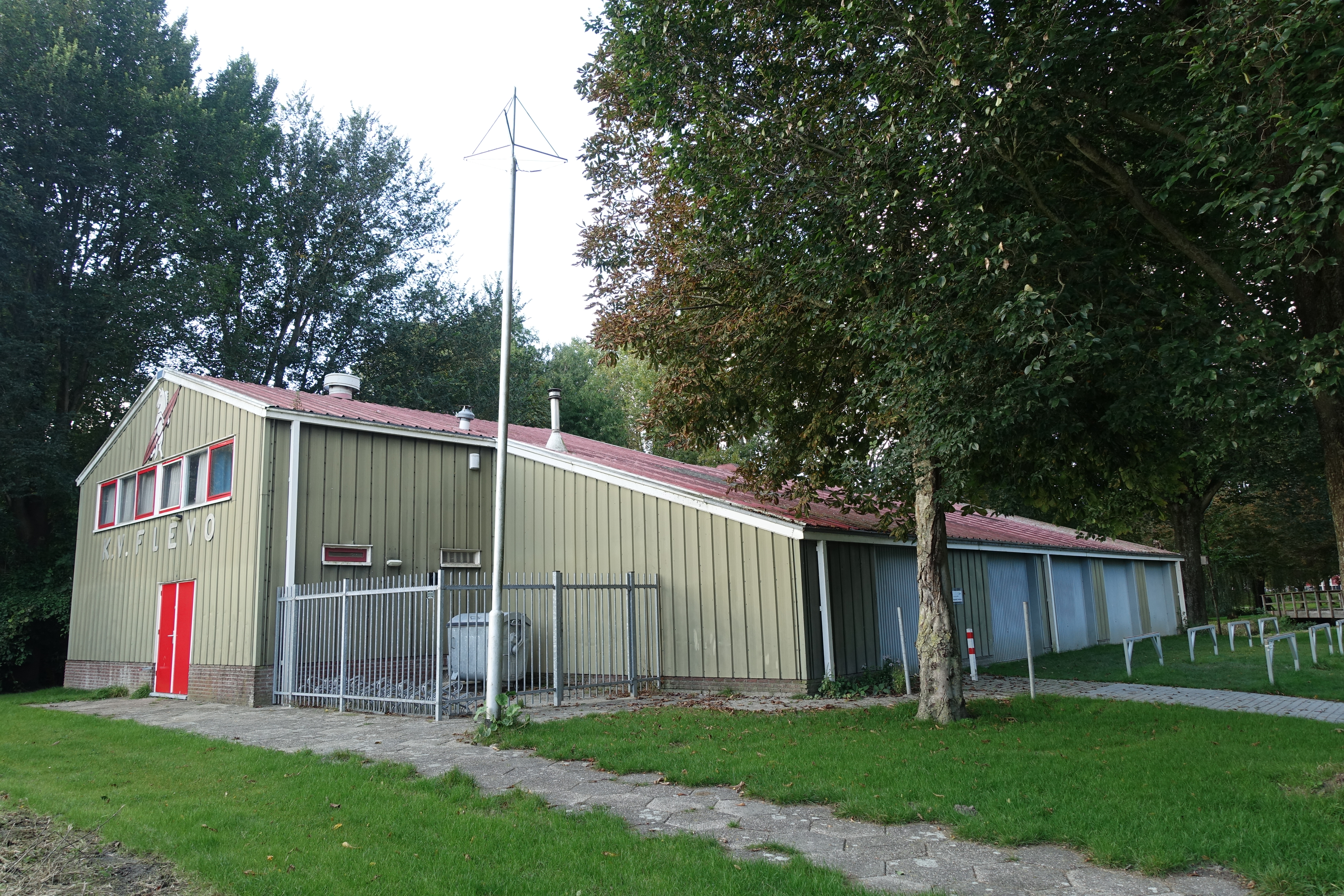
Verenigingsgebouw K.V. Flevo
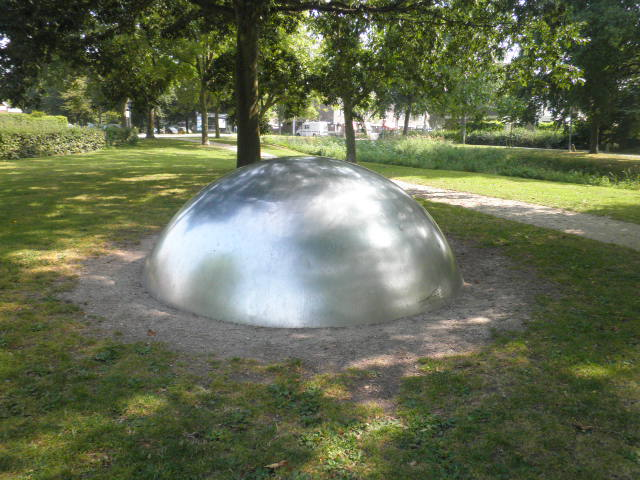
Schildpad